# Psaliodes interrupta
Psaliodes interrupta là một loài bướm đêm trong họ Geometridae.